# Roseta (suport)

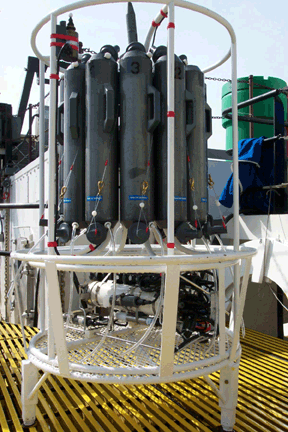
Un mostrejador roseta

Vistes lateral i superior d'una roseta, amb ampolles de Niskin (gris) i una sonda CTD (blau)

Una roseta és un dispositiu utilitzat per a presa de mostres d'aigua en aigües profundes (tal com els Grans Llacs o oceans) amb la finalitat d'investigar sobre la seva qualitat.
Una roseta està formada per un conjunt de 12 a 36 ampolles de mostreig. Cada ampolla té un volum que va des d'un valor mínim de 1,2 litres fins a un valor màxim de 30 litres. Totes elles constitueixen la roseta i s'agrupen al voltant d'un cilindre situat al centre del conjunt, on hi ha un sistema de detecció anomenat Sea-Bird o CTD (Conductivity Temperature Depth; conductivitat, temperatura i profunditat), malgrat que els CTD moderns poden mesurar altres variables (per exemple la terbolesa de l'aigua, concentració d'oxigen dissolt, la concentració de clorofil·la i pH).
L'aparell està unit a un cable de filferro. Un cabrestant a bord de l'embarcació desenrotlla la corda durant el descens i l'enrotlla durant l'ascens (és a dir, al final de la recol·lecció de mostres). Durant les operacions en l'oceà, una roseta pot acostar-se al fons marí a una distància d'1 a 5 m, depenent de les condicions particulars de la mar.
L'obertura de cada ampolla de mostreig pot ser automàtica (quan arriba una determinada profunditat) o manual (per l'operador de manera remota).
La presa de mostres d'aigua s'usa en general per l'anàlisi químic i l'avaluació ecotoxicològica. Per a la recollida de mostres d'aigua a profunditats majors de 50 m s'acostuma a utilitzar una roseta abans que un mostrejador Winchester.